# 卡尔加里-埃德蒙顿走廊
卡尔加里-埃德蒙顿走廊(英语：Calgary–Edmonton Corridor)是加拿大艾伯塔省的一个区域，该区域是艾伯塔省城市化程度最高的区域，也是加拿大城市化程度最高的四个区域之一。走廊从北向南延伸400公里，包含埃德蒙顿、卡尔加里、红鹿市。
1. ↑  http://www12.statcan.gc.ca/census-recensement/2016/as-sa/fogs-spg/Facts-cd-eng.cfm?LANG=Eng&GK=CD&GC=4808